# Kapliczka Bulandy
Kapliczka Bulandy lub Bulandowa – kapliczka na polanie Jaworzyna Kamienicka na Jaworzynie Kamienickiej – drugim co do wysokości szczycie Gorców. Ufundowana została w 1904 r. przez najsłynniejszego gorczańskiego bacę – Tomasza Chlipałę, zwanego Bulandą, który na tej polanie przez ponad 50 lat zajmował się pasterstwem, wypasając owce i woły. Ponadto był znanym znachorem, leczył ludzi i zwierzęta, uważano go też za czarodzieja.
Istnieje wiele ludowych przekazów o tej kapliczce. Według jednego z nich Bulanda zobaczył podczas snu liczne dusze pokutujące za grzechy, które błądzą po górach i nie mają gdzie kolan ugiąć, by przyklęknąć przed poświęconym miejscem. Dla nich ufundował kapliczkę. Strzegą jej jadowite węże. Istotnie Bulanda, dożył późnego wieku i był bogaty, jak na miejscowe warunki, ale dochód przyniosło mu głównie pasterstwo. Według innej jeszcze wersji zmarła wcześniej córka Bulandy prosiła ojca we śnie, by wybudował kapliczkę na polanie, wykorzystując miejscowe materiały: kamienie i piasek i źródlaną wodę z potoku Kamienica obok przełęczy Borek.
Z kaplicą związana jest również legenda, która mówi, że Bulanda postawił kapliczkę w miejscu, gdzie znalazł skarb, a pod kapliczką ukrył swoją czarodziejską księgę. Inna z wersji legendy mówi, że Bulanda w tym miejscu ukrył te znalezione skarby. Jego właściciele mieli skarb zdeponować właśnie tam, w przekonaniu, że Pan Bóg będzie strzegł zbójnickiego dobra, a ludzie bojąc się świętokradztwa, nigdy jej nie ruszą. Tomasz Chlipała zdradził jednak swoje sekrety tuż przed swoją śmiercią jednemu z baców spod Babiej Góry. Ponoć kiedy starał się wygrzebać stamtąd skarb odstraszył go piorun lub żmije (w zależności od wersji legendy).
Kapliczka znajduje się w górnym rogu jednej z najpiękniejszych gorczańskich polan. Pięknie prezentuje się stąd pobliski Kudłoń i Gorc, rozległe widoki na Beskid Sądecki i Wyspowy. Obok ławki dla turystów. Przy szlaku turystycznym na skraju polany tablica informacyjna z panoramą szczytów, które stąd widać. Obok kapliczki, na zachodnią stronę żółty szlak (15 min.) prowadzący przez las do Zbójeckiej Jamy, z którą związane jest wiele legend.
Kapliczka jest najstarszym zabytkiem sakralnym w Gorczańskim Parku Narodowym. W 1996 r. licząca sobie wtedy 92 lata kapliczka została odnowiona przez pracowników GPN i spadkobiercę Tomasza Chlipały. Znajduje się w granicach wsi Zasadne w województwie małopolskim, w powiecie limanowskim, w gminie Kamienica.

## Szlaki turystyczne
odcinek: Gorc – Przysłop Dolny – Przysłop – Przysłop Górny – Średniak – polana Jaworzyna Kamienicka – Trzy Kopce – Polana Gabrowska – Hala Długa – Turbacz. Odległość 10,4 km, suma podejść 370 m, suma zejść 270 m, czas przejścia 2 godz. 50 min, z powrotem 2 godz. 30 min.